# Olympische Sommerspiele 1988/Kanu – Zweier-Kajak 1000 m (Männer)
Die Wettkämpfe im Zweier-Kajak über 1000 Meter bei den Olympischen Sommerspielen 1988 in der südkoreanischen Hauptstadt Seoul wurden vom 27. September bis 1. Oktober 1988 auf der Misari Regattastrecke ausgetragen.
Olympiasieger wurde das Boot der USA, die die Olympiasieger über 500 Meter aus Neuseeland hinter sich lassen konnten. Gregory Barton holte an diesem 1. Oktober auch im Einer-Kajak über 1000 Meter Gold.

## Ergebnisse

### Vorläufe
Die jeweils ersten drei Boote qualifizierten sich direkt für das Halbfinale, die restlichen Boote für die Hoffnungsläufe.

#### Vorlauf 1
| Rang | Athleten                           | Nation      | Zeit        |
| ---- | ---------------------------------- | ----------- | ----------- |
| 1    | Bruno Dreossi Alessandro Pieri     | Italien     | 3:25,76 min |
| 2    | Sjarhej Kalesnik Sergei Galkow     | Sowjetunion | 3:27,06 min |
| 3    | Mikko Kolehmainen Olli Kolehmainen | Finnland    | 3:27,52 min |
| 4    | António Brinco Eduardo Gomes       | Portugal    | 3:31,95 min |
| 5    | Alberto Sánchez Gregorio Vicente   | Spanien     | 3:32,97 min |
| 6    | Don Brien Colin Shaw               | Kanada      | 3:35,30 min |
| 7    | Svein Egil Solvang Harald Amundsen | Norwegen    | 3:36,85 min |

#### Vorlauf 2
| Rang | Athleten                          | Nation             | Zeit        |
| ---- | --------------------------------- | ------------------ | ----------- |
| 1    | Ian Ferguson Paul MacDonald       | Neuseeland         | 3:20,44 min |
| 2    | Gregory Barton Norman Bellingham  | Vereinigte Staaten | 3:20,50 min |
| 3    | Philippe Boccara Pascal Boucherit | Frankreich         | 3:23,00 min |
| 4    | Anders Ohlsén Hans Olsson         | Schweden           | 3:26,43 min |
| 5    | Daniel Stoian Angelin Velea       | Rumänien           | 3:28,42 min |
| 6    | Niels Ellwanger Carsten Lömker    | BR Deutschland     | 3:37,82 min |
| 7    | Declan Burns Peter Connor         | Irland             | 3:41,18 min |

#### Vorlauf 3
| Rang | Athleten                     | Nation              | Zeit        |
| ---- | ---------------------------- | ------------------- | ----------- |
| 1    | Guido Behling Torsten Krentz | DDR                 | 3:24,45 min |
| 2    | Peter Foster Kelvin Graham   | Australien          | 3:25,66 min |
| 3    | Tibor Helyi András Rajna     | Ungarn              | 3:26,00 min |
| 4    | Xue Bing Ma Fuliang          | Volksrepublik China | 3:31,24 min |
| 5    | Andrew Sheriff Kevin Smith   | Großbritannien      | 3:33,16 min |
| 6    | Park Cha-keun Chun In-shik   | Südkorea            | 3:47,21 min |

### Hoffnungsläufe
Die ersten drei Boote der Hoffnungsläufe erreichten das Halbfinale.

#### Hoffnungslauf 1
| Rang | Athleten                     | Nation              | Zeit        |
| ---- | ---------------------------- | ------------------- | ----------- |
| 1    | Daniel Stoian Angelin Velea  | Rumänien            | 3:31,51 min |
| 2    | Don Brien Colin Shaw         | Kanada              | 3:38,74 min |
| 3    | Xue Bing Ma Fuliang          | Volksrepublik China | 3:39,56 min |
| 4    | Declan Burns Peter Connor    | Irland              | 3:43,02 min |
| 5    | António Brinco Eduardo Gomes | Portugal            | 3:47,99 min |

#### Hoffnungslauf 2
| Rang | Athleten                           | Nation         | Zeit        |
| ---- | ---------------------------------- | -------------- | ----------- |
| 1    | Anders Ohlsén Hans Olsson          | Schweden       | 3:26,75 min |
| 2    | Andrew Sheriff Kevin Smith         | Großbritannien | 3:31,78 min |
| 3    | Niels Ellwanger Carsten Lömker     | BR Deutschland | 3:31,95 min |
| 4    | Svein Egil Solvang Harald Amundsen | Norwegen       | 3:32,07 min |
| 5    | Alberto Sánchez Gregorio Vicente   | Spanien        | 3:32,92 min |
| 6    | Park Cha-keun Chun In-shik         | Südkorea       | 3:36,70 min |

### Halbfinalläufe
Die ersten drei Boote der Halbfinals erreichten das Finale.

#### Halbfinale 1
| Rang | Athleten                          | Nation         | Zeit        |
| ---- | --------------------------------- | -------------- | ----------- |
| 1    | Daniel Stoian Angelin Velea       | Rumänien       | 3:25,91 min |
| 2    | Peter Foster Kelvin Graham        | Australien     | 3:26,87 min |
| 3    | Niels Ellwanger Carsten Lömker    | BR Deutschland | 3:28,91 min |
| 4    | Declan Burns Peter Connor         | Irland         | 3:38,92 min |
| 5    | Bruno Dreossi Alessandro Pieri    | Italien        | 4:11,90 min |
| —    | Philippe Boccara Pascal Boucherit | Frankreich     | DSQ         |

Die Mitfavoriten aus Frankreich wurden disqualifiziert, da sie zu spät an der Startlinie erschienen.

#### Halbfinale 2
| Rang | Athleten                           | Nation         | Zeit        |
| ---- | ---------------------------------- | -------------- | ----------- |
| 1    | Ian Ferguson Paul MacDonald        | Neuseeland     | 3:23,13 min |
| 2    | Tibor Helyi András Rajna           | Ungarn         | 3:24,24 min |
| 3    | Svein Egil Solvang Harald Amundsen | Norwegen       | 3:25,00 min |
| 4    | Sjarhej Kalesnik Sergei Galkow     | Sowjetunion    | 3:27,03 min |
| 5    | Don Brien Colin Shaw               | Kanada         | 3:20,29 min |
| 6    | Andrew Sheriff Kevin Smith         | Großbritannien | 3:31,65 min |

#### Halbfinale 3
| Rang | Athleten                           | Nation              | Zeit        |
| ---- | ---------------------------------- | ------------------- | ----------- |
| 1    | Gregory Barton Norman Bellingham   | Vereinigte Staaten  | 3:25,42 min |
| 2    | Guido Behling Torsten Krentz       | DDR                 | 3:27,19 min |
| 3    | Anders Ohlsén Hans Olsson          | Schweden            | 3:28,31 min |
| 4    | Mikko Kolehmainen Olli Kolehmainen | Finnland            | 3:30,98 min |
| 5    | Xue Bing Ma Fuliang                | Volksrepublik China | 3:42,91 min |

### Finale
| Rang | Athleten                           | Nation             | Zeit        |
| ---- | ---------------------------------- | ------------------ | ----------- |
| 1    | Gregory Barton Norman Bellingham   | Vereinigte Staaten | 3:32,42 min |
| 2    | Ian Ferguson Paul MacDonald        | Neuseeland         | 3:32,71 min |
| 3    | Peter Foster Kelvin Graham         | Australien         | 3:33,76 min |
| 4    | Niels Ellwanger Carsten Lömker     | BR Deutschland     | 3:34,63 min |
| 5    | Guido Behling Torsten Krentz       | DDR                | 3:35,44 min |
| 6    | Daniel Stoian Angelin Velea        | Rumänien           | 3:35,75 min |
| 7    | Anders Ohlsén Hans Olsson          | Schweden           | 3:36,13 min |
| 8    | Svein Egil Solvang Harald Amundsen | Norwegen           | 3:38,16 min |
| 9    | Tibor Helyi András Rajna           | Ungarn             | 3:43,43 min |